# Grimskærdysse

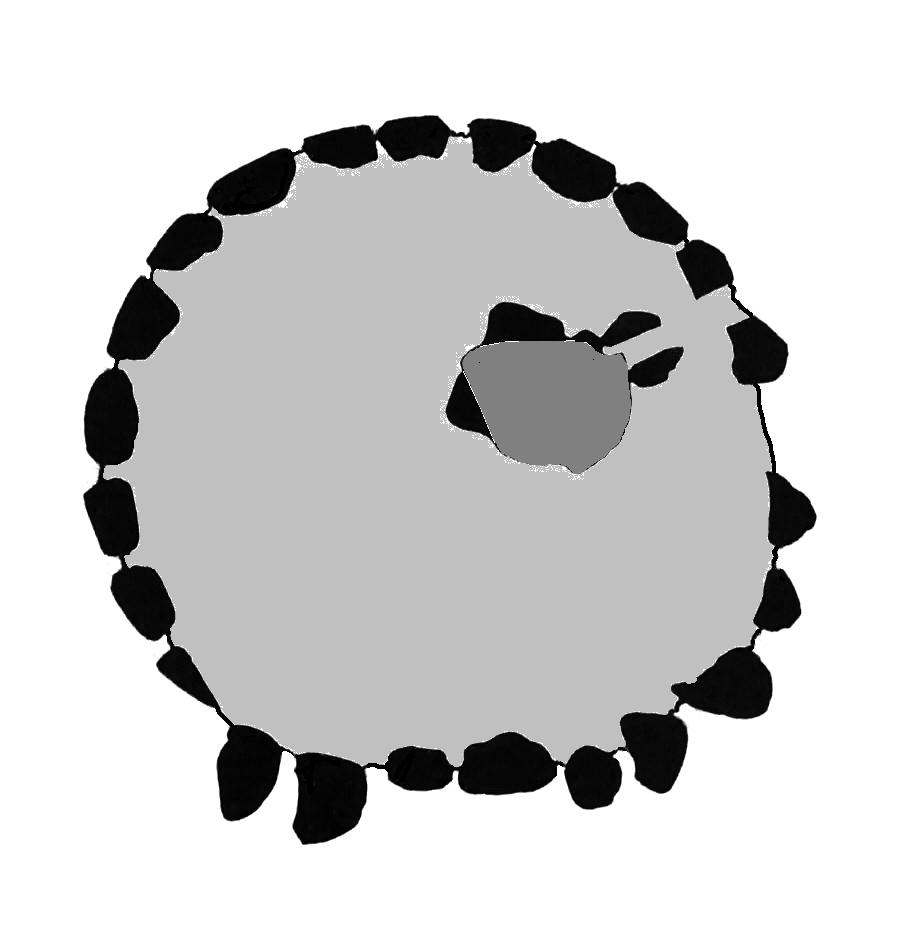
Prinzipskizze Grundriss Runddysse

Der Grimskærdysse, nördlich von Kirke Stillinge auf der dänischen Insel Seeland gelegen, ist ein nahezu perfekt erhaltener Runddysse, von dessen ovaler Einfassung zwei der 24 Randsteine nach außen verkippt sind. Die Anlage entstand zwischen 3500 und 2800 v. Chr. als Megalithanlage der Trichterbecherkultur (TBK).

## Beschreibung
Der Dolmen hat eine etwa Nordwest-Südost orientierte rechteckige Kammer von etwa 1,5 × 0,8 Meter mit zwei Tragsteinen in situ, zwei verkippten Tragsteinen, einem verlagerten Deckstein und einem Schwellenstein im Südosten. Der größte Tragstein hat etwa ein Dutzend Schälchen auf dem Rand der Oberseite, die bei noch in situ befindlichem Deckstein aufgebracht wurden. Auf dem Schwellenstein sind mindestens sieben Schälchen zu sehen. Von den 24 oder 25 Randsteinen befinden sich 22 in situ.
Etwa 500 Meter entfernt liegt ein weiterer kompakter Runddysse, bestehend aus vier erhaltenen Steinen, dessen Randsteineinfassung jedoch nicht erhalten ist. In etwa 2,5 Kilometer Entfernung liegt der Breddysse, ein Runddysse mit zwei Kammern.